# László Szalay (Politiker)

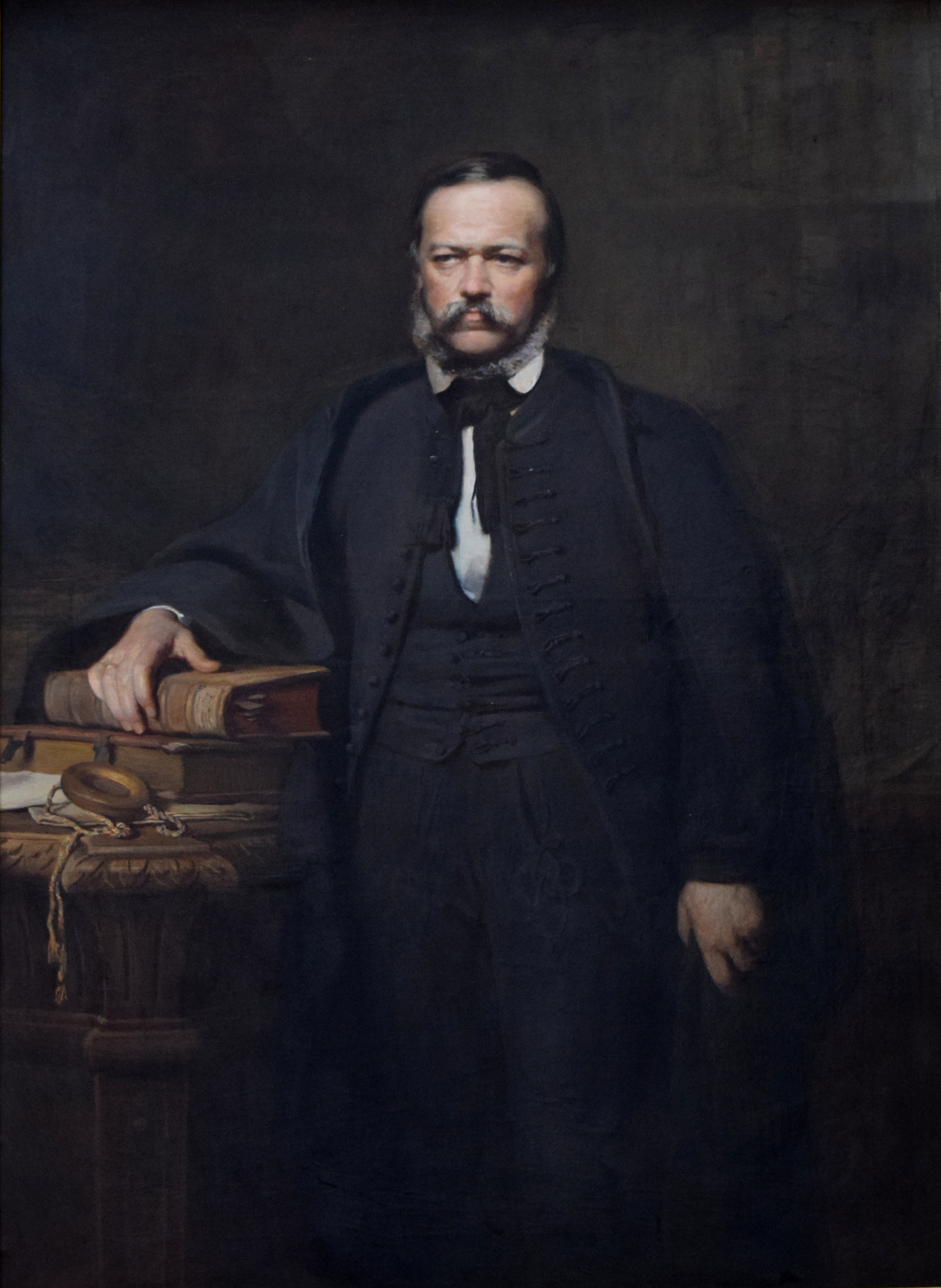
László Szalay auf einem Gemälde von Bertalan Székely.

László Szalay von Kéménd (auch Ladislaus von Szalay; * 18. April 1813 in Buda; † 17. Juli 1864 in Salzburg) war ein ungarischer Reformpolitiker, Publizist und Historiker.

## Leben
Szalay entstammte einer Beamtenfamilie und studierte in Pest Jura und Philosophie. Währenddessen war er von 1831 bis 1832 als Praktikant in der Kanzlei von Ferenc Kölcsey tätig, der acht Jahre zuvor den Text der Himnusz (Nationalhymne Ungarns) verfasste. Anschließend legte er 1833 die Advokatenprüfung ab und war von 1837 bis 1839 Herausgeber der Themis, der ersten modernen Zeitschrift für Rechtswissenschaft in Ungarn. 1840 redigierte er zusammen mit József Eötvös und Móric Lukács die Budapesti Szemle (Budapester Rundschau) und leistete der Modernisierung des Strafrechts besondere Dienste als Schriftführer der dafür zuständigen parlamentarischen Kommission. Seine im Folgejahr publizierte Schrift A büntető eljárásról tekintettel az esküdtszékre (Über das Strafverfahren unter Berücksichtigung des Schwurgerichts) diente als Richtschnur der Modernisierung des Strafrechts. Als Landtagsabgeordneter formulierte er 1843 erstmals seine Ziele der zentralistischen Reformpolitik und publizierte diese ab 1844 in der Pesti Hírlap, deren Redakteur er im selben Jahr als Nachfolger von Lajos Kossuth wurde. 
Seit Beginn der Ungarischen Revolution 1848/1849 leitete er im von Ferenc Deák geführten Justizministerium die Kodifikationsabteilung. Im Mai desselben Jahres wurde er Repräsentant der ungarischen Regierung bei der Frankfurter Nationalversammlung und war ab Herbst bis Niederschlagung der Revolution 1849 Regierungsvertreter in London, Paris und Brüssel. Anschließend lebte Szalay als Emigrant in Zürich und verfasste sein reformpolitisches Werk Magyarország története (Geschichte Ungarns), das jedoch unvollendet blieb.